# Tomsk
Tomsk (en ruso: Томск; en selkup: Топӄо, Topqo) es una ciudad y centro administrativo del óblast de Tomsk, Rusia, situada sobre el río Tom en el sudoeste del distrito federal de Siberia. Está localizada a 20 kilómetros al sudeste de la ciudad de Seversk, uno de los más importantes centros de producción de plutonio y uranio de Rusia. 
Una de las ciudades más antiguas de Siberia, Tomsk celebró su cuarto centenario en 2004. Según el censo de 2010, su población alcanza los 522 900 habitantes. Tras la Revolución rusa, la ciudad se convirtió en un importante centro del Movimiento Blanco. A finales del siglo XIX se fundó en la ciudad la Universidad Estatal de Tomsk.

## Historia

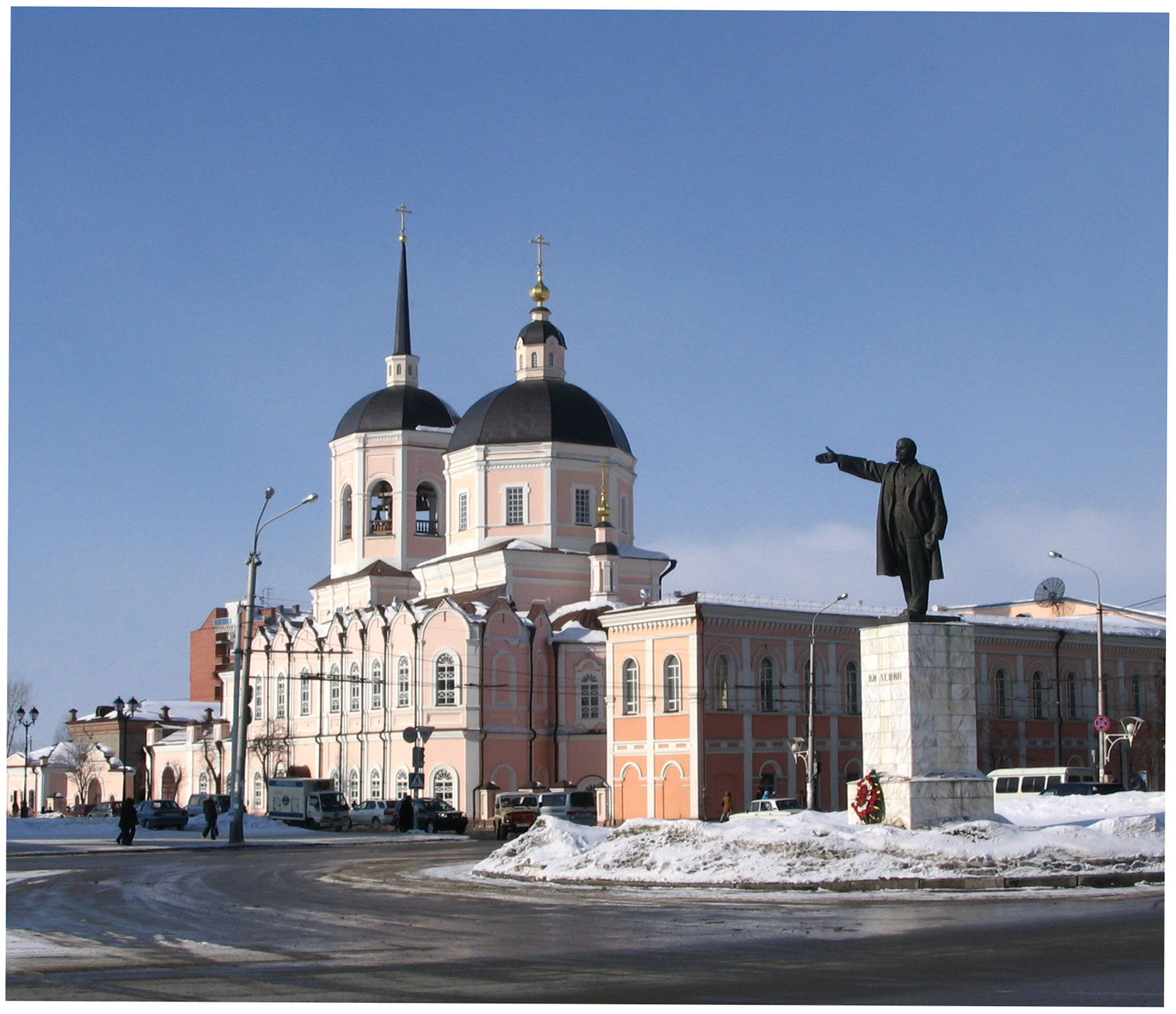
Plaza Lenin de Tomsk

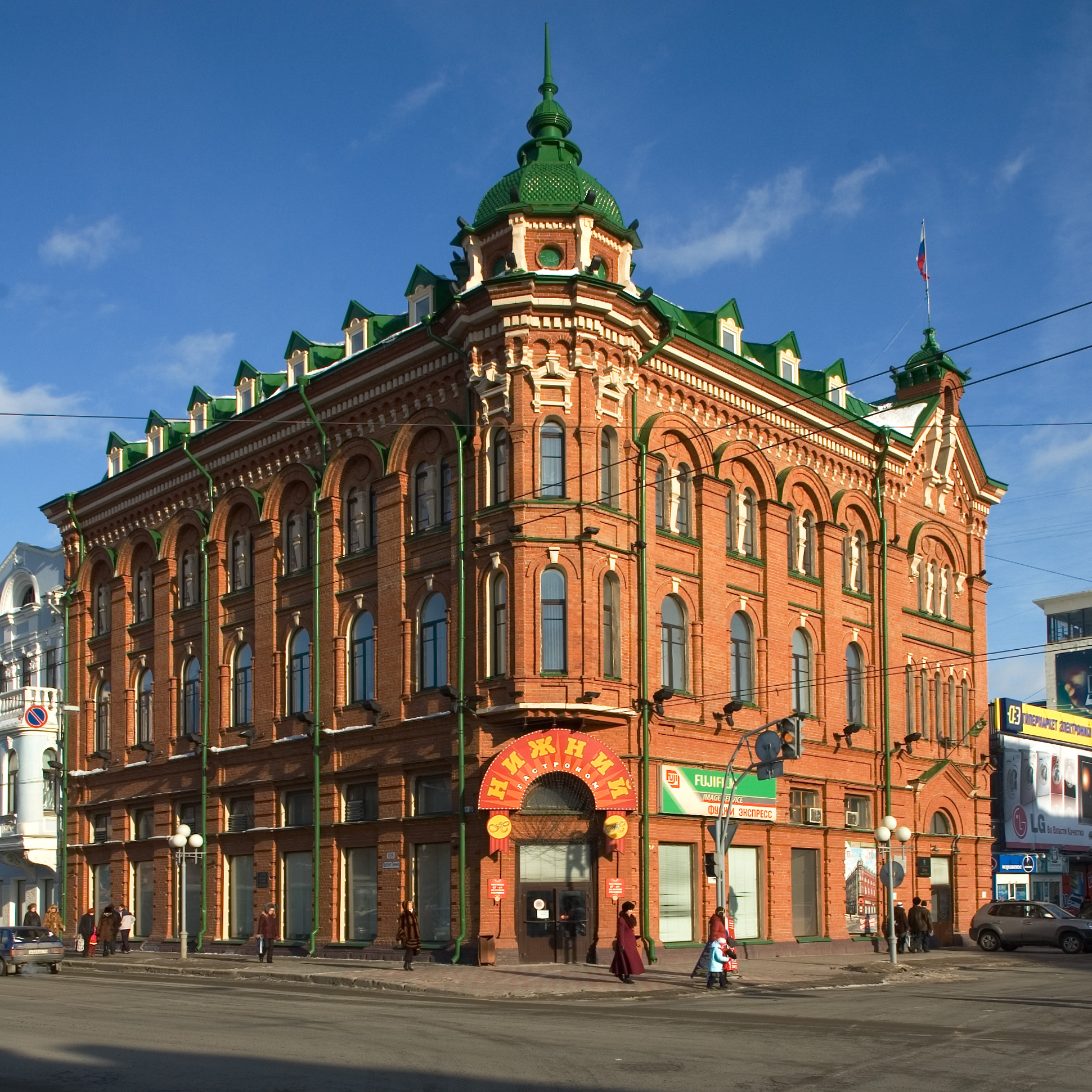
Duma de Tomsk

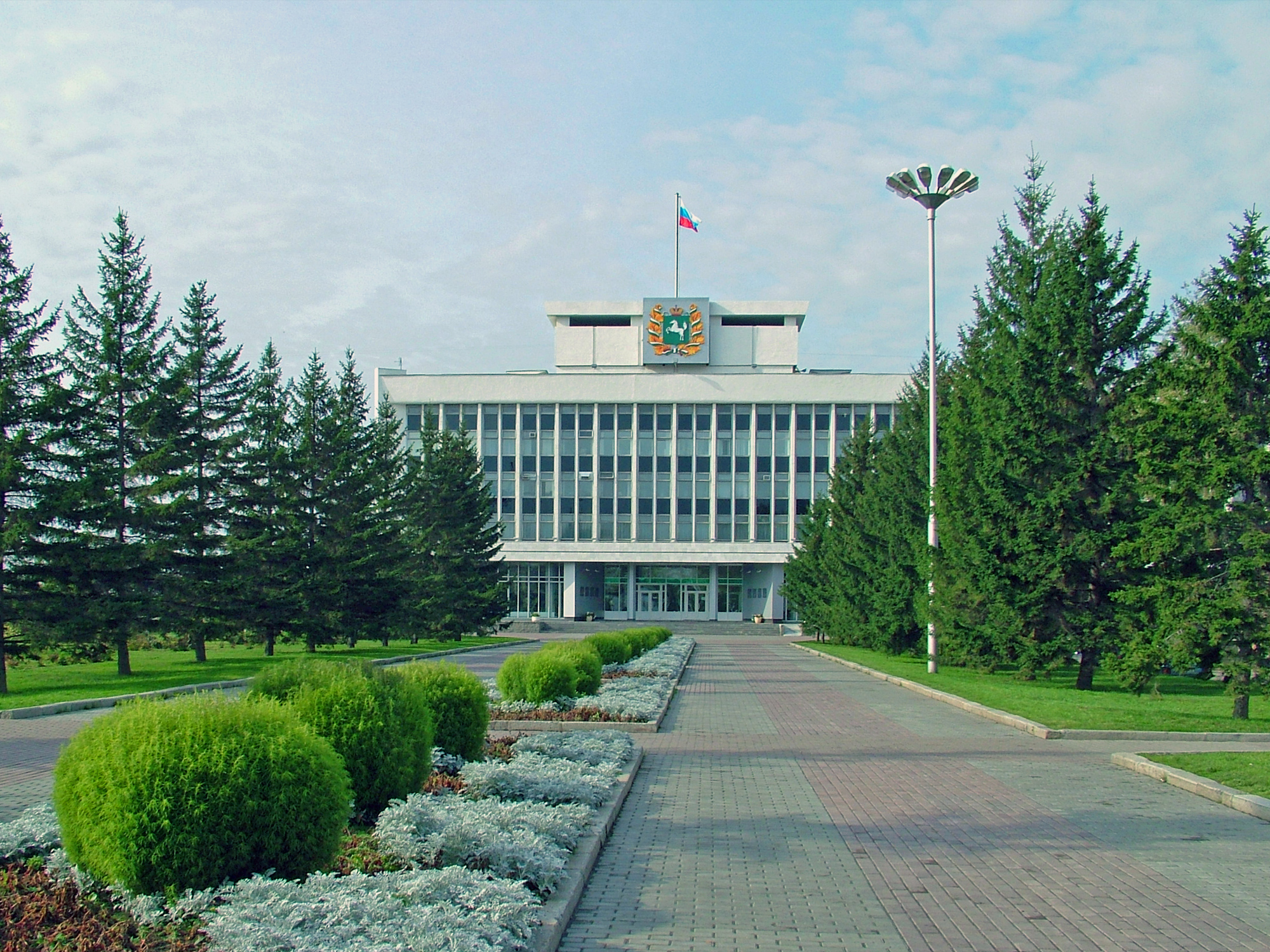
Sede de la Administración central del óblast de Tomsk

En 1604, el zar Borís Godunov ordenó al líder cosaco Gavril Pisemsky y a su hijo, boyardo (rango aristocrático de la Rusia Zarista) y Streltsy (rango militar de la Rusia Zarista), y al oficial Vasiliy Tyrkov construir un fuerte sobre el río Tom, en territorio tártaro, con el fin de proteger el cruce del río y a la población de Eushta de las tribus kalmyk y kyrghiz. Este se convirtió en un centro militar importante para pacificar al pueblo nativo y evolucionó en un centro administrativo regional. A principios de la década de 1830 la población comenzó a crecer rápidamente gracias a la intensificación de la minería de oro en Siberia.
En la ciudad de Tomsk, dispone de muchos lugares interesantes, que pertenecen a épocas diferentes, incluyendo los monumentos únicos de la arquitectura de madera.

## Mapas

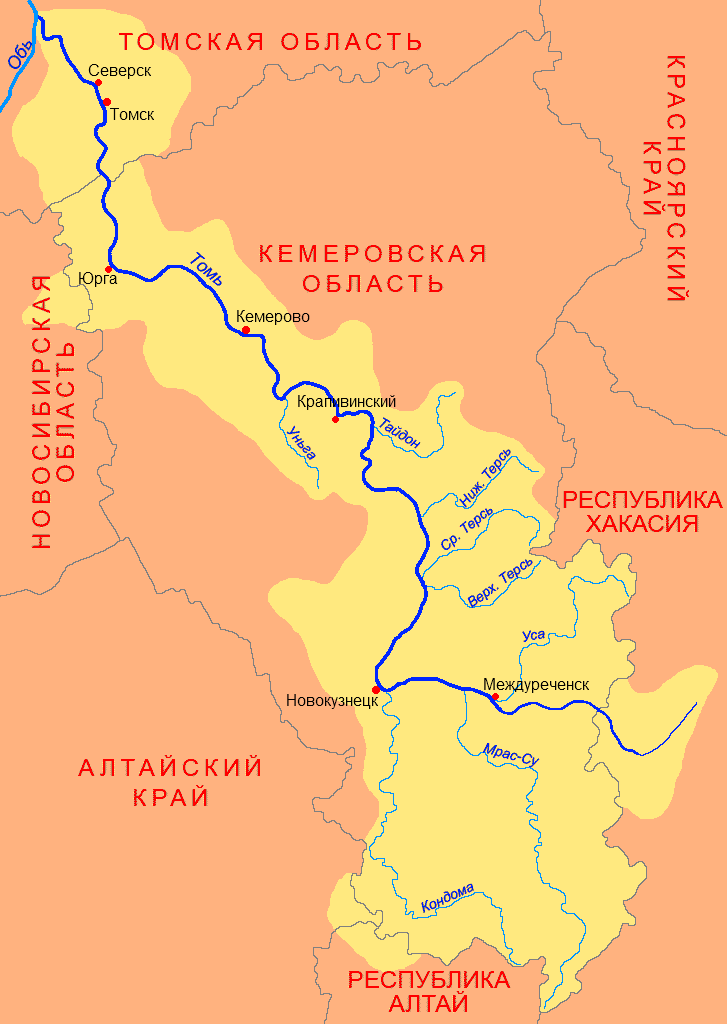
Tomsk (Томск) en mapa en ruso del río Tom
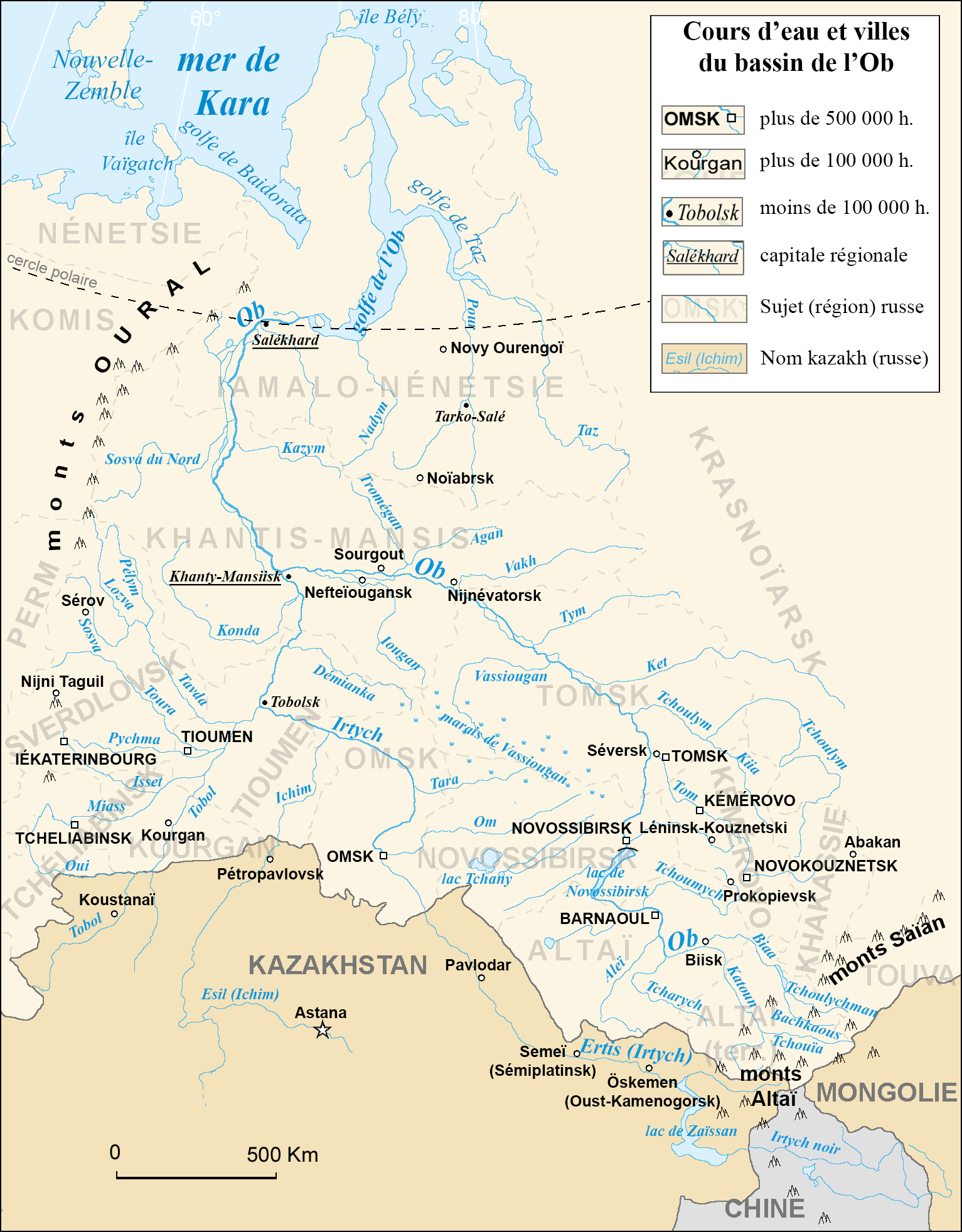
Tomsk (derecha) en mapa del río Obi

## Geografía
Tomsk se encuentra en el límite de la llanura de Siberia Occidental y las estribaciones de la cordillera Kuznetsk Alatau, en el margen derecho del río Tom, a 50 km de su confluencia con el Ob. La ciudad está situada en el espacio natural de la taiga: al norte se extienden intransitables bosques y pantanos en el sur, alternando los bosques y la estepa. Tomsk se encuentra a 3500 kilómetros de la capital, Moscú.
Tomsk está dividido en 4 distritos: Kírovski, Leninsky,  Oktyabrsky y Sovetsky. En el 2005, la ciudad anexó a Eushta, Dzerzhinsky, Timiryazevskoye, Zonalny, Loskutovo, Svetly, Kirgizka y Kopylovo.

### Clima
Tomsk tiene un clima subártico. La temperatura media anual es de −10,6 °C. El invierno es muy prolongado, y la temperatura media de este ronda entre −16 °C y −40 °C. En enero de 1969 se llegó a alcanzar una temperatura de −55 °C. En julio las temperaturas máximas rondan entre 18 °C y 24 °C. El promedio de lluvias anual es de 465 mm.
| Parámetros climáticos promedio de Tomsk (1991-2020) | Parámetros climáticos promedio de Tomsk (1991-2020) | Parámetros climáticos promedio de Tomsk (1991-2020) | Parámetros climáticos promedio de Tomsk (1991-2020) | Parámetros climáticos promedio de Tomsk (1991-2020) | Parámetros climáticos promedio de Tomsk (1991-2020) | Parámetros climáticos promedio de Tomsk (1991-2020) | Parámetros climáticos promedio de Tomsk (1991-2020) | Parámetros climáticos promedio de Tomsk (1991-2020) | Parámetros climáticos promedio de Tomsk (1991-2020) | Parámetros climáticos promedio de Tomsk (1991-2020) | Parámetros climáticos promedio de Tomsk (1991-2020) | Parámetros climáticos promedio de Tomsk (1991-2020) | Parámetros climáticos promedio de Tomsk (1991-2020) |
| Mes                                                 | Ene.                                                | Feb.                                                | Mar.                                                | Abr.                                                | May.                                                | Jun.                                                | Jul.                                                | Ago.                                                | Sep.                                                | Oct.                                                | Nov.                                                | Dic.                                                | Anual                                               |
| --------------------------------------------------- | --------------------------------------------------- | --------------------------------------------------- | --------------------------------------------------- | --------------------------------------------------- | --------------------------------------------------- | --------------------------------------------------- | --------------------------------------------------- | --------------------------------------------------- | --------------------------------------------------- | --------------------------------------------------- | --------------------------------------------------- | --------------------------------------------------- | --------------------------------------------------- |
| Temp. máx. abs. (°C)                                | 3.7                                                 | 7.5                                                 | 17.7                                                | 30.1                                                | 34.4                                                | 34.7                                                | 35.6                                                | 33.8                                                | 31.7                                                | 25.1                                                | 11.6                                                | 6.5                                                 | 35.6                                                |
| Temp. máx. media (°C)                               | -13.4                                               | -9.0                                                | -0.4                                                | 8.7                                                 | 17.5                                                | 23.0                                                | 25.0                                                | 21.9                                                | 14.7                                                | 6.3                                                 | -4.8                                                | -11.1                                               | 6.5                                                 |
| Temp. media (°C)                                    | -17.5                                               | -14.2                                               | -6.3                                                | 2.6                                                 | 10.4                                                | 16.5                                                | 18.8                                                | 15.9                                                | 9.2                                                 | 2.0                                                 | -8.2                                                | -14.9                                               | 1.2                                                 |
| Temp. mín. media (°C)                               | -21.2                                               | -18.4                                               | -11.2                                               | -2.2                                                | 4.9                                                 | 11.2                                                | 13.8                                                | 11.3                                                | 5.2                                                 | -1.1                                                | -11.3                                               | -18.5                                               | -3.1                                                |
| Temp. mín. abs. (°C)                                | -55.0                                               | -51.3                                               | -42.4                                               | -31.1                                               | -17.5                                               | -3.5                                                | 1.5                                                 | -1.6                                                | -8.1                                                | -29.1                                               | -48.3                                               | -50.0                                               | -55.0                                               |
| Precipitación total (mm)                            | 36                                                  | 26                                                  | 29                                                  | 35                                                  | 50                                                  | 60                                                  | 72                                                  | 68                                                  | 52                                                  | 53                                                  | 55                                                  | 51                                                  | 587                                                 |
| Nevadas (cm)                                        | 58                                                  | 68                                                  | 70                                                  | 30                                                  | 0                                                   | 0                                                   | 0                                                   | 0                                                   | 0                                                   | 2                                                   | 15                                                  | 41                                                  | 284                                                 |
| Días de lluvias (≥ 1 mm)                            | 0.3                                                 | 0.3                                                 | 2                                                   | 12                                                  | 16                                                  | 17                                                  | 17                                                  | 17                                                  | 19                                                  | 15                                                  | 5                                                   | 1                                                   | 121.6                                               |
| Días de nevadas (≥ 1 mm)                            | 23                                                  | 21                                                  | 17                                                  | 13                                                  | 4                                                   | 0.3                                                 | 0                                                   | 0                                                   | 2                                                   | 14                                                  | 22                                                  | 26                                                  | 142.3                                               |
| Horas de sol                                        | 57                                                  | 104                                                 | 169                                                 | 224                                                 | 258                                                 | 314                                                 | 316                                                 | 253                                                 | 171                                                 | 86                                                  | 51                                                  | 41                                                  | 2044                                                |
| Humedad relativa (%)                                | 81                                                  | 78                                                  | 72                                                  | 65                                                  | 61                                                  | 70                                                  | 76                                                  | 79                                                  | 79                                                  | 80                                                  | 83                                                  | 82                                                  | 75.5                                                |
| Fuente n.º 1: Погода и климат                       |                                                     |                                                     |                                                     |                                                     |                                                     |                                                     |                                                     |                                                     |                                                     |                                                     |                                                     |                                                     |                                                     |
| Fuente n.º 2: NOAA (Horas de sol, 1961-1990)        |                                                     |                                                     |                                                     |                                                     |                                                     |                                                     |                                                     |                                                     |                                                     |                                                     |                                                     |                                                     |                                                     |

## Gobierno y política
Tomsk es gobernado por un alcalde y 33 miembros de la ciudad (Duma) . El alcalde actual es Aleksandr Makarov y el presidente de Duma es Nikolai Nikolaichuk, ambos miembros del partido político Rusia Unida. De los 33 miembros, 16 se eligen de los ocho distritos de doble mandato, mientras que los 17 restantes se eligen de las listas del partido. En las elecciones locales de octubre de 2005, se esperaba que Rusia Unida tuviera una victoria sólida, sin embargo, el Partido de los Pensionados le superó en votos. El resultado final fue:

### Representación proporcional
- 19.42 % - 5 escaños - Partido de los Pensionados
- 17.85 % - 5 escaños - Rusia Unida
- 9.95 % - 3 escaños - Partido Comunista
- 8.57 % - 2 escaños - Unión de las Fuerzas de Derecha / Coalición Yábloko
- 7.77 % - 2 escaños - Partido Liberal Democrático de Rusia -
- 14.67 % - Otros partidos

### Mandatos dobles
- 10 escaños - Sin afiliación a un partido
- 4 escaños - Rusia Unida
- 1 escaño - Partido de los Pensionados
- 1 escaño - Partido Liberal Democrático de Rusia

## Demografía

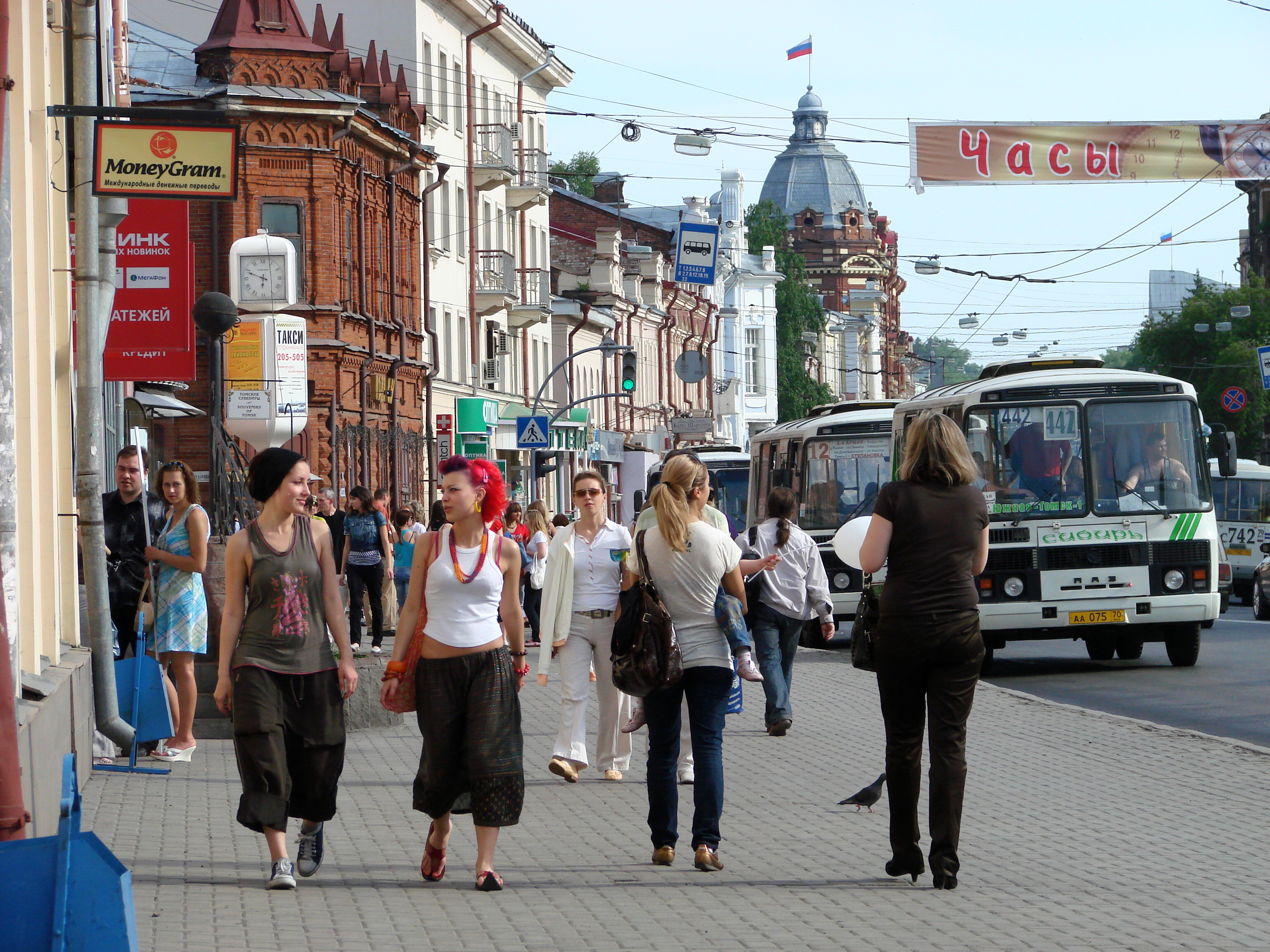
Tomsk es la octava ciudad más poblada de Siberia

Gráfico de las nueve ciudades siberianas más pobladas en el. Tomsk, en verde, es la menos poblada de ellas

En las siguientes tablas se muestra la población de Tomsk a lo largo de la historia: Según los resultados del censo de 2010, Tomsk es la 32.ª ciudad más poblada de Rusia y la octava entre las ciudades de Distrito Federal de Siberia.
| Año  | Población                               |
| ---- | --------------------------------------- |
| 1604 | 90 militares                            |
| 1620 | 238 soldados                            |
| 1626 | 386 soldados                            |
| 1646 | 1 045 militares                         |
| 1699 | 918 soldados, cerca de 2.000 habitantes |
| 1745 | 5 762 militares                         |
| 1795 | 4 788 militares                         |
| 1801 | 7 125 habitantes                        |
| 1825 | 10 867 habitantes                       |
| 1840 | 11 700 habitantes                       |
| 1858 | 14 071 habitantes                       |
| 1866 | 22 753 habitantes                       |
| 1880 | 33 800 habitantes                       |
| 1897 | 52 221 habitantes                       |

| Año  | Población          |
| ---- | ------------------ |
| 1911 | 111 417 habitantes |
| 1917 | 101 129 habitantes |
| 1920 | 90 961 habitantes  |
| 1923 | 75 680 habitantes  |
| 1926 | 92 485 habitantes  |
| 1929 | 103 000 habitantes |
| 1939 | 145 000 habitantes |
| 1946 | 178 000 habitantes |
| 1959 | 248 800 habitantes |
| 1970 | 338 400 habitantes |
| 1979 | 420 700 habitantes |
| 1989 | 501 600 habitantes |
| 1994 | 496 500 habitantes |
| 1998 | 477 700 habitantes |

| Año  | Población          |
| ---- | ------------------ |
| 2001 | 483 566 habitantes |
| 2002 | 488 863 habitantes |
| 2003 | 488 509 habitantes |
| 2004 | 488 299 habitantes |
| 2005 | 509 568 habitantes |
| 2006 | 512 572 habitantes |
| 2007 | 516 071 habitantes |
| 2008 | 521 635 habitantes |
| 2010 | 522 923 habitantes |
| 2011 | 524 311 habitantes |
| 2013 | 546 165 habitantes |
| 2015 | 552 397 habitantes |

## Educación

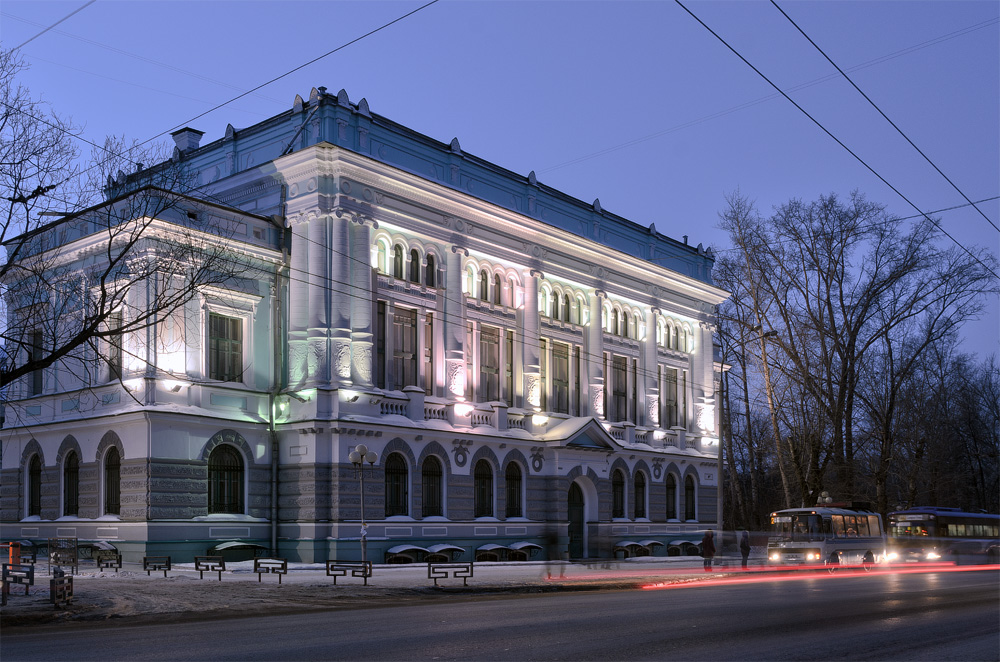
Biblioteca Científica de la Universidad Estatal de Tomsk.

La ciudad de Tomsk recibió el apodo de la "Atenas de Siberia" a finales del siglo XIX tras la fundación de la primera universidad de Siberia, la Universidad Imperial de Tomsk, en 1878 e inaugurada en 1888. En 1896 se estableció la primera institución de educación técnica superior, el Instituto de Tecnología (ahora Universidad Politécnica de Tomsk), aunque fue abierta al público cuatro años más tarde. En 2011, Tomsk contaba con seis universidades públicas y dos privadas.
Las universidades públicas son:
- Universidad Estatal de Tomsk, fue la primera universidad en Siberia (fundada en el año 1878 y abierta en 1888). Su biblioteca es considerada una de las más ricas en Rusia.
- Universidad Politécnica de Tomsk, abierta en 1900, fue la primera universidad técnica de Siberia.
- Universidad Estatal de Medicina de Siberia, una de las universidades más viejas y prestigiosas de medicina de Rusia.
- Universidad Estatal de Pedagogía de Tomsk.
- Universidad Estatal de Arquitectura y Construcción de Tomsk.
- Universidad Estatal de Sistemas de Control y Radio electrónica de Tomsk.

Las universidades privadas son:
- Universidad de Economía y Derecho de Tomsk
- Instituto Empresarial de Tomsk

Antes de marzo de 1999 en la ciudad se encontraba operativa la Escuela Superior de Mando Militar de Comunicaciones de Tomsk (la antigua Escuela de Artillería de Tomsk), pero fue cerrada debido a la tragedia que ocurrió el 17 de julio de 1997, cuando el techo se derrumbó y fallecieron doce estudiantes. El Instituto Médico Militar de Tomsk estuvo activo desde 1965 hasta 2010.

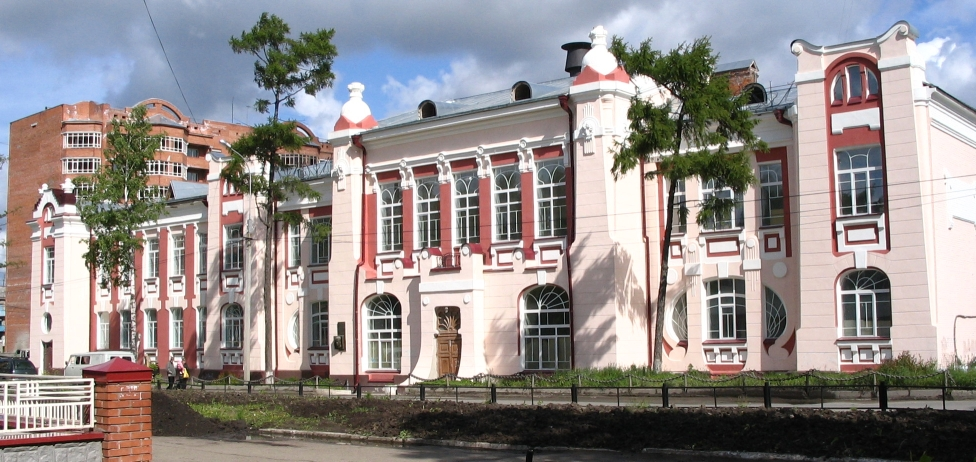
Edificio principal de la Universidad Pedagógica Estatal de Tomsk (intersección de las calles de Kiev y Herzen).

Además, en Tomsk existen catorce sucursales y oficinas de representación para no residentes de las siguientes instituciones educativas de enseñanza superior: Universidad Agraria Estatal de Novosibirsk (Instituto de Agricultura de Tomsk), Academia Estatal de Transporte por Agua de Novosibirsk, la Academia de Siberia de Servicio Público, Instituto de Kuzbass FSIN de Rusia, Universidad Estatal Rusa de las Tecnologías de Innovación y Emprendimiento, Academia Rusa de Justicia, Universidad Social Estatal de Rusia, Universidad Moderna de Humanidades, Instituto Oriental de Economía, Humanidades, Administración y Derecho. Por su parte, se encuentran las siguientes oficinas de representación: la Universidad Estatal de Cultura y Arte de Kémerovo, el Instituto Económico y Comercio de Krasnoyarsk, Academia de Derecho y Financiera de Moscú y el Instituto Estatal de Teatro de Ekaterimburgo.
El número de estudiantes universitarios en 2005 fue de 86.100 personas, alrededor de una quinta parte de la población de la ciudad, lo que convierte a Tomsk en una de las ciudades con mayor índice de estudiantes en Rusia. También es notable el desarrollo de la educación a distancia y el incremento del número de estudiantes extranjeros. En las universidades de la ciudad en 2005, trabajaron 882 médicos y 2.727 en prácticas. Gracias a la fuerte presencia universitaria, Tomsk se convirtió en un importante centro de la industria IT en Rusia.
En Tomsk hay 19 escuelas secundarias de formación profesional (incluyendo tres privadas), escuelas técnicas superiores (politécnicas, comercial-económica, de transporte ferroviario, administración municipal, geodesia, cartografía, automoción, carreteras, silvicultura, agricultura), escuelas universitarias de médica básica, farmacéutica, de magisterio, industrial, cultural y de arte; una Escuela de Música y el Seminario Teológico Ortodoxo Edison Denisov.
En la ciudad a partir de 2005 había 98 instituciones educativas (de los cuales 86 eran municipales), cuatro jardines de infancia, 26 instituciones municipales de educación adicional, 16 escuelas profesionales del estado y 92 escuelas preescolares.

## Transporte

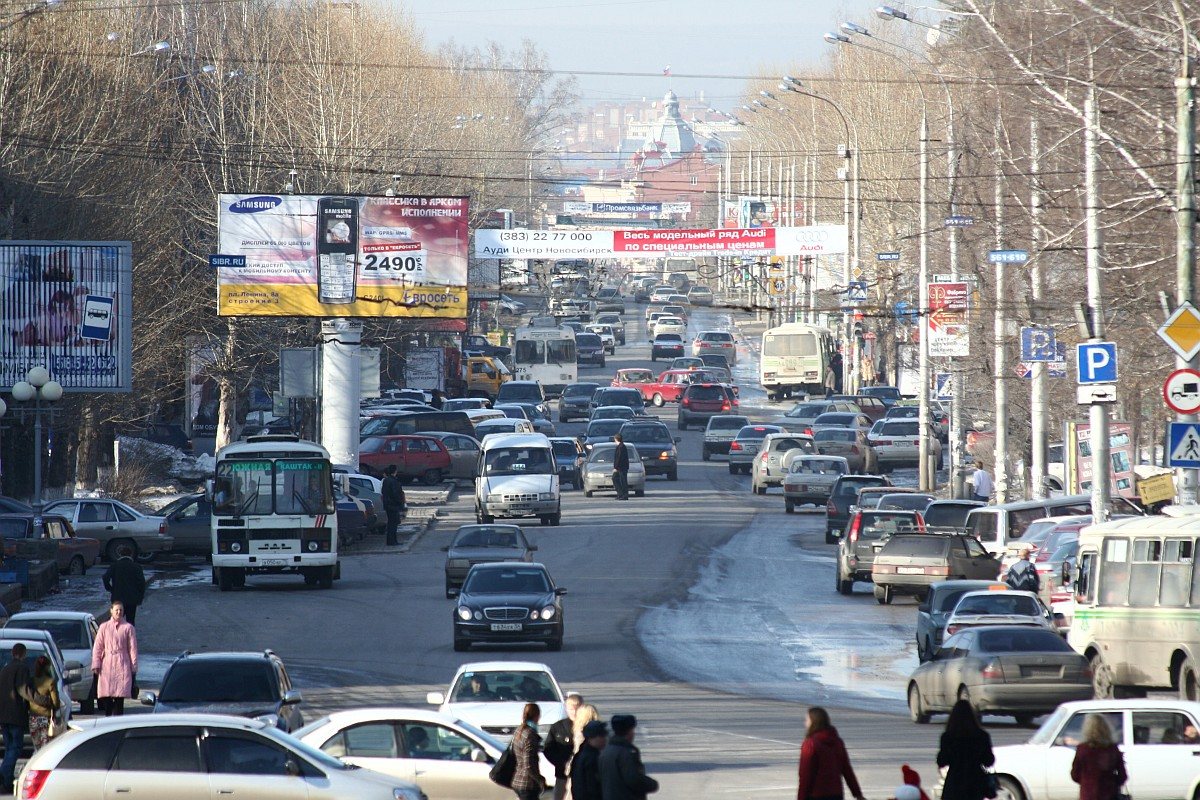
Congestión de tráfico en la avenida Lenin de Tomsk.

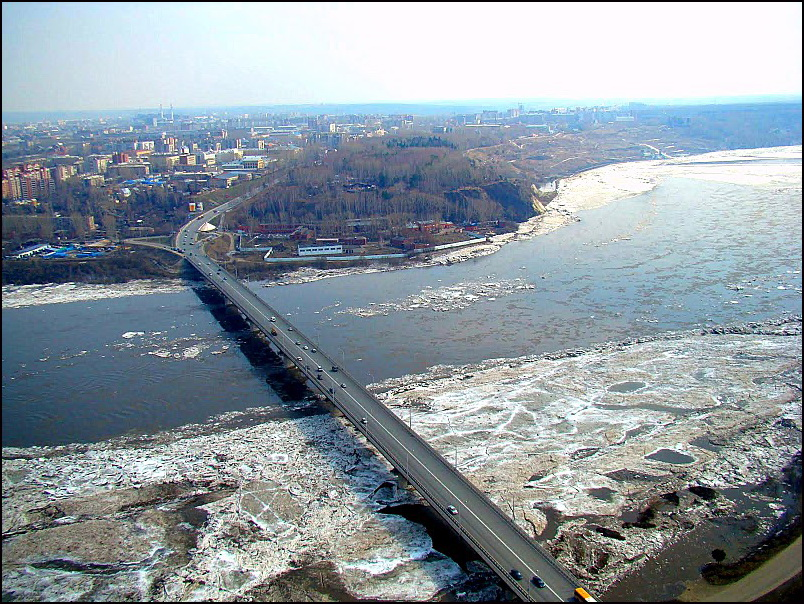
Puente Kommunalny sobre el río Tom.

Desde el momento de la construcción del Transiberiano, Tomsk perdió cierta relevancia en cuanto al tráfico de carga y se convirtió en un centro de transporte local, con excepción de las regiones del noroeste y oeste. La cantidad de tráfico de tránsito es muy pequeño. Los problemas básicos de transporte urbano de Tomsk son los habituales: los atascos de tráfico, el mal estado de las carreteras, servicio insuficiente de autobuses municipales y poca frecuencia de vuelos y trenes.

### Tráfico aéreo
El primer vuelo tuvo lugar en Tomsk en 1911. Los vuelos regulares a Tomsk comenzaron a mediados de la década de 1930 e incluyeron en su ruta ciudades como Novosibirsk, Kolpashevo y Kargasok. Después de la Segunda Guerra Mundial se construyó el primer aeropuerto en Kashtak y en 1967 se inauguró el Aeropuerto de Tomsk-Bogashevo, situado a 22 km al sureste de Tomsk y que se continúa utilizando en la actualidad. El aeropuerto tiene una pista de asfalto de 2,5 km de longitud. Desde Tomsk existen vuelos regulares a Moscú, Novosibirsk, Barnaul, Nizhnevartovsk, Strezhevoy, Surgut y Ekaterimburgo. En 2012 estaba previsto que se inaugurase la terminal internacional.

### Carreteras e infraestructuras
Existen cuatro accesos fundamentales por carretera en Tomsk: la rama norte de la Carretera Federal M53 "Baikal" Novosibirsk-Irkutsk, la carretera R398 en Kolpashevo, la carretera P400 en Mariinsk y la línea norte de Perm-Surgut-Tomsk (en construcción).
La ciudad cuenta con dos puentes sobre el río Tom: el Kommunalny, en el sur, y el Seversky, en el norte. Además de los puentes sobre el Tom hay alrededor de veinte puentes a lo largo del río Ushayku, Basandayku, Kislovka y el Lago Kerepet.
El 16 de junio de 2011 se firmó un convenio entre el Ayuntamiento y la empresa Sibmost para construir un tercer puente a través del Tom. En el nuevo puente se invertirán de cuatro a seis mil millones de rublos.

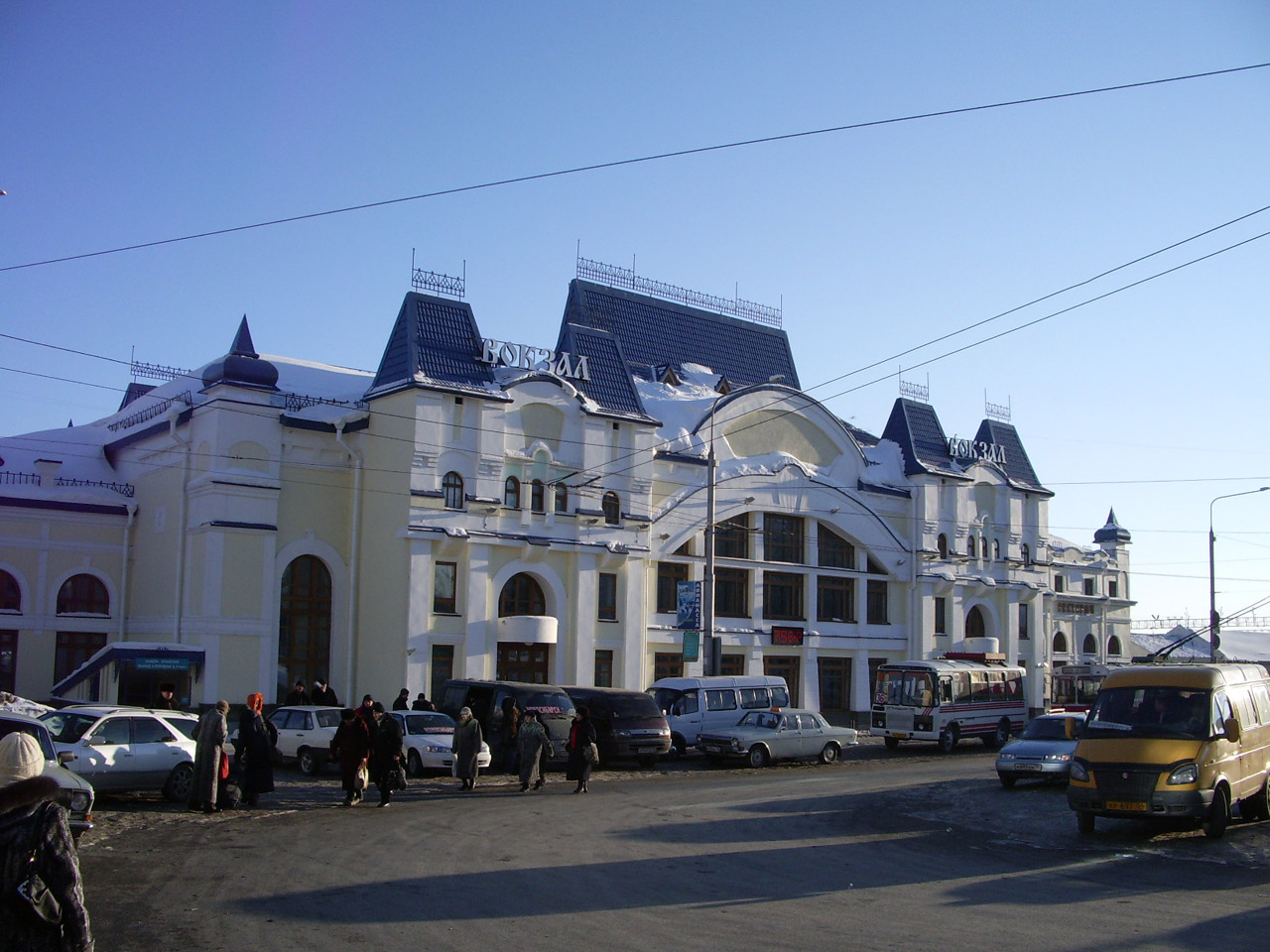
Tomsk I, la principal estación de ferrocarril de Tomsk.

### Transporte ferroviario
La línea ferroviaria Tomsk-Tayga-Bely Yar es una única línea que conecta Tomsk con el ferrocarril Transiberiano. Fue construida en 1896 y tenía, en ese momento, una longitud de 95 kilómetros. Esta línea fue construida debido a la decisión de 1893 de construir el Transiberiano sin pasar por Tomsk, pese a que era la ciudad más importante de Siberia en el siglo XIX, pero finalmente se optó porque pasase por Novosibirsk. A finales del siglo XIX se consideró la idea de hacer llegar otro ferrocarril a Yeniseisk, pero en 1939 solo se había completado el tramo a Asino, por lo que la idea fue abandonada.
Hasta 1961 no había ferrocarril en Tomsk. En la actualidad, la rama ferroviaria de Tomsk pertenece a Ferrocarriles de Siberia Occidental, una rama de Ferrocarriles Rusos. Los trenes van desde Tomsk hasta Adler, Anapa, Asino, Barnaul, Bely Yar, Moscú, Novokuznetsk, Novosibirsk y Taiga. Además, desde la estación Tomsk I salen trenes diarios a la estación Yaroslavsky de Moscú; el tren 37 conecta Tomsk con la ciudad de Tiumén; el tren 437 se dirige a Omsk y el Platskartny a Barnaul e Irkutsk vía Krasnoyarsk.

### Transporte público
Los principales trayectos urbanos y suburbanos de pasajeros se realizan en autobús —tipo PAZ, con 914 unidades en 2009—. En total en Tomsk existen alrededor de 36 rutas urbanas y 20 suburbanas. La gestión del tranvía-trolebús es privada, por medio de Tomskavtotrans.
Otros medios de transporte público en Tomsk son el trolebús, que fue introducido en 1967 y que cuenta con siete líneas y 82 unidades de transporte para 93,4 km; el tranvía, instaurado en 1949, con cinco líneas y 43 vehículos que cubren el recorrido de 45,7 km; y una amplia red de taxis. La tarifa para el transporte en autobús es de doce rublos, para el tranvía y el trolebús es de siete rublos.

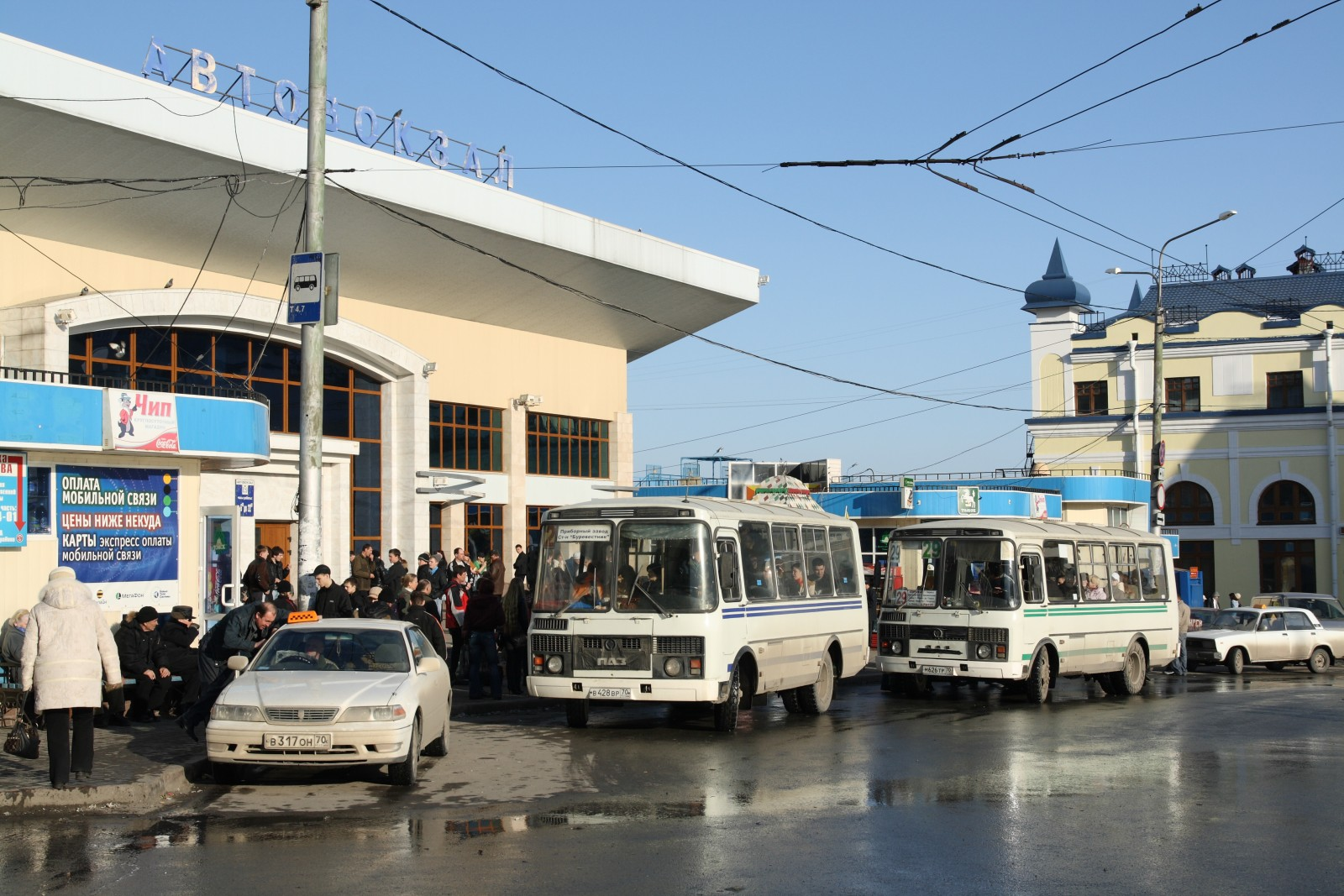
Estación de autobús de Tomsk.
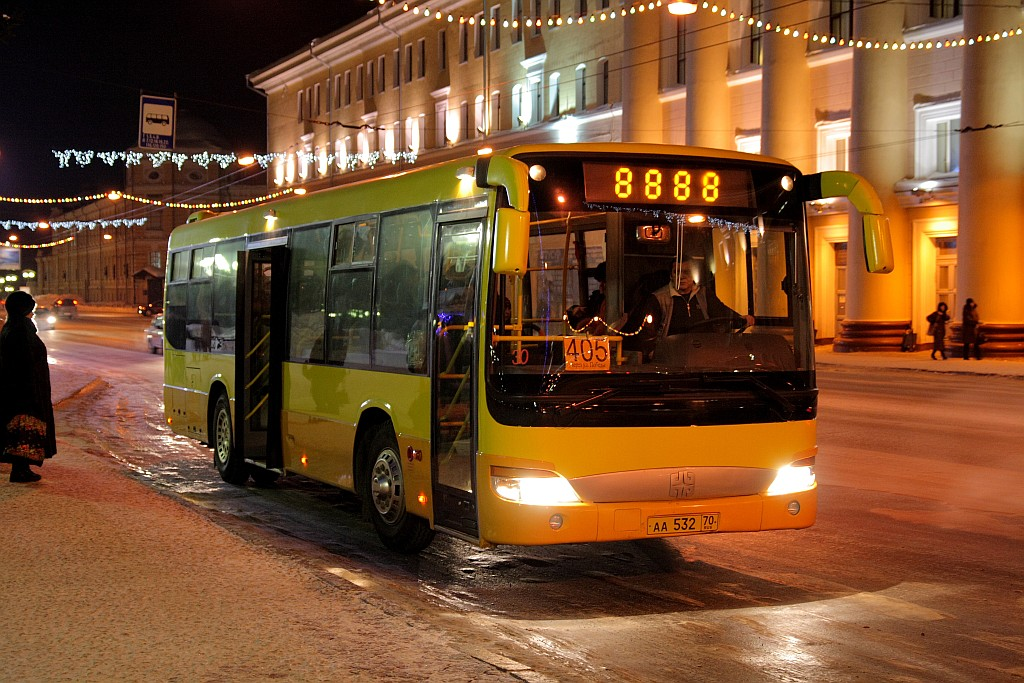
Autobús urbano en Tomsk.
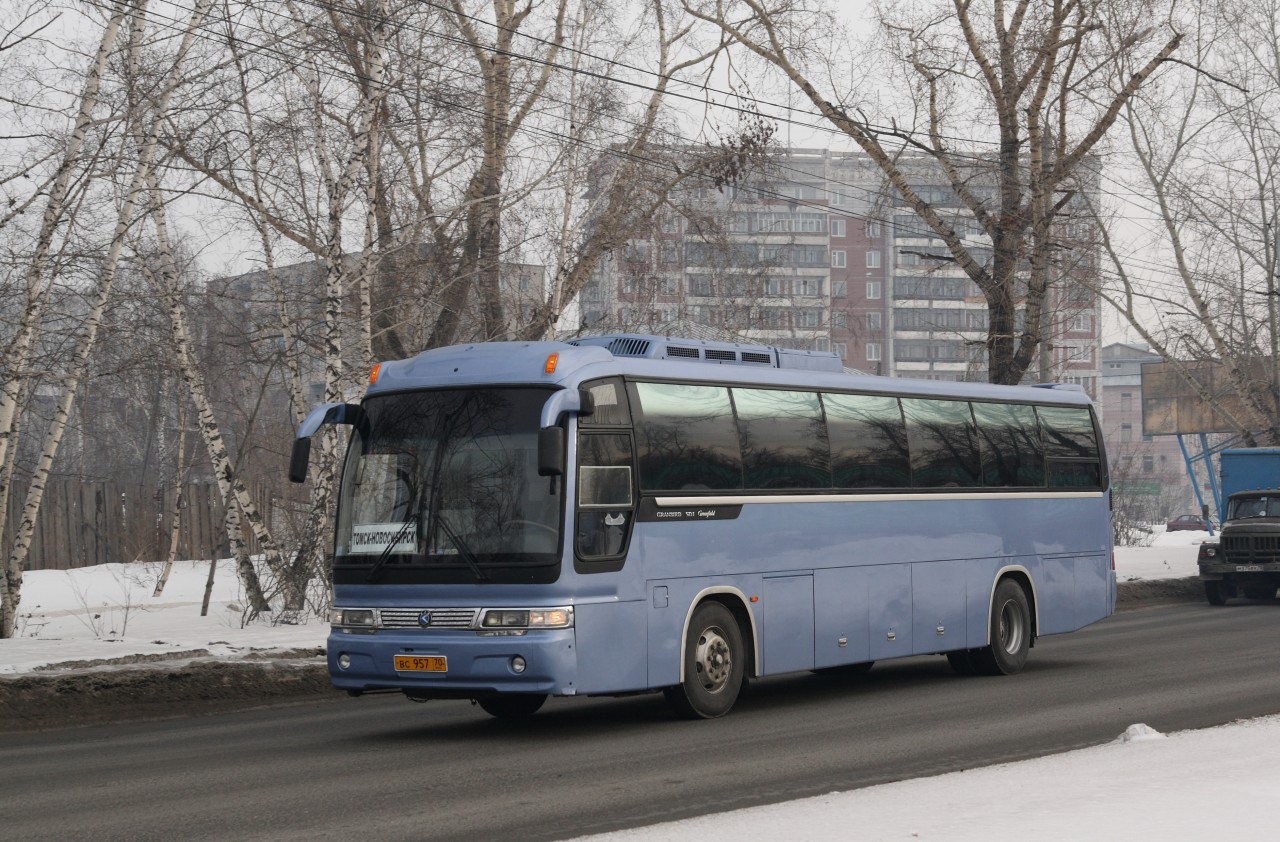
Autobús de línea interurbana.
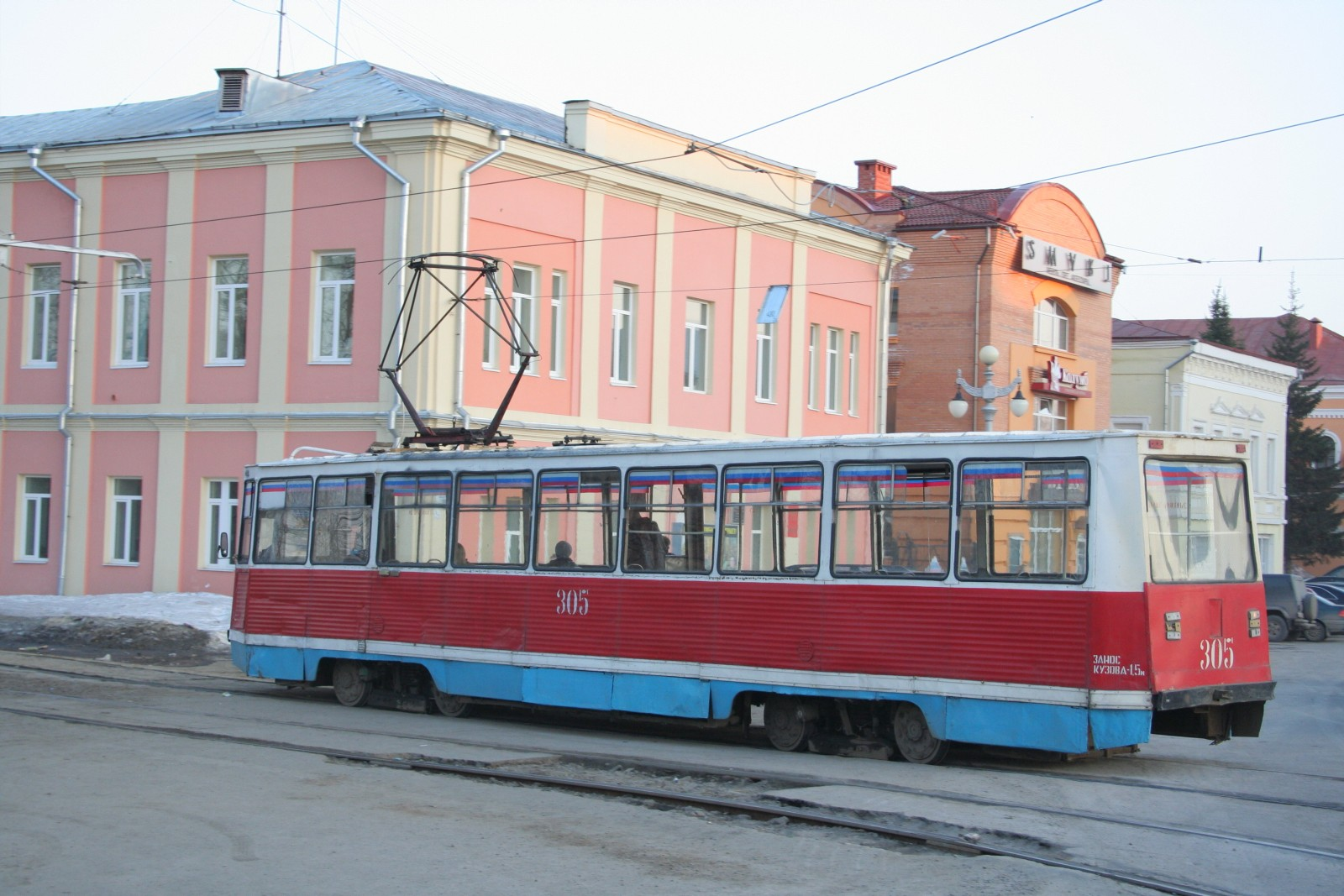
Tranvía de Tomsk.
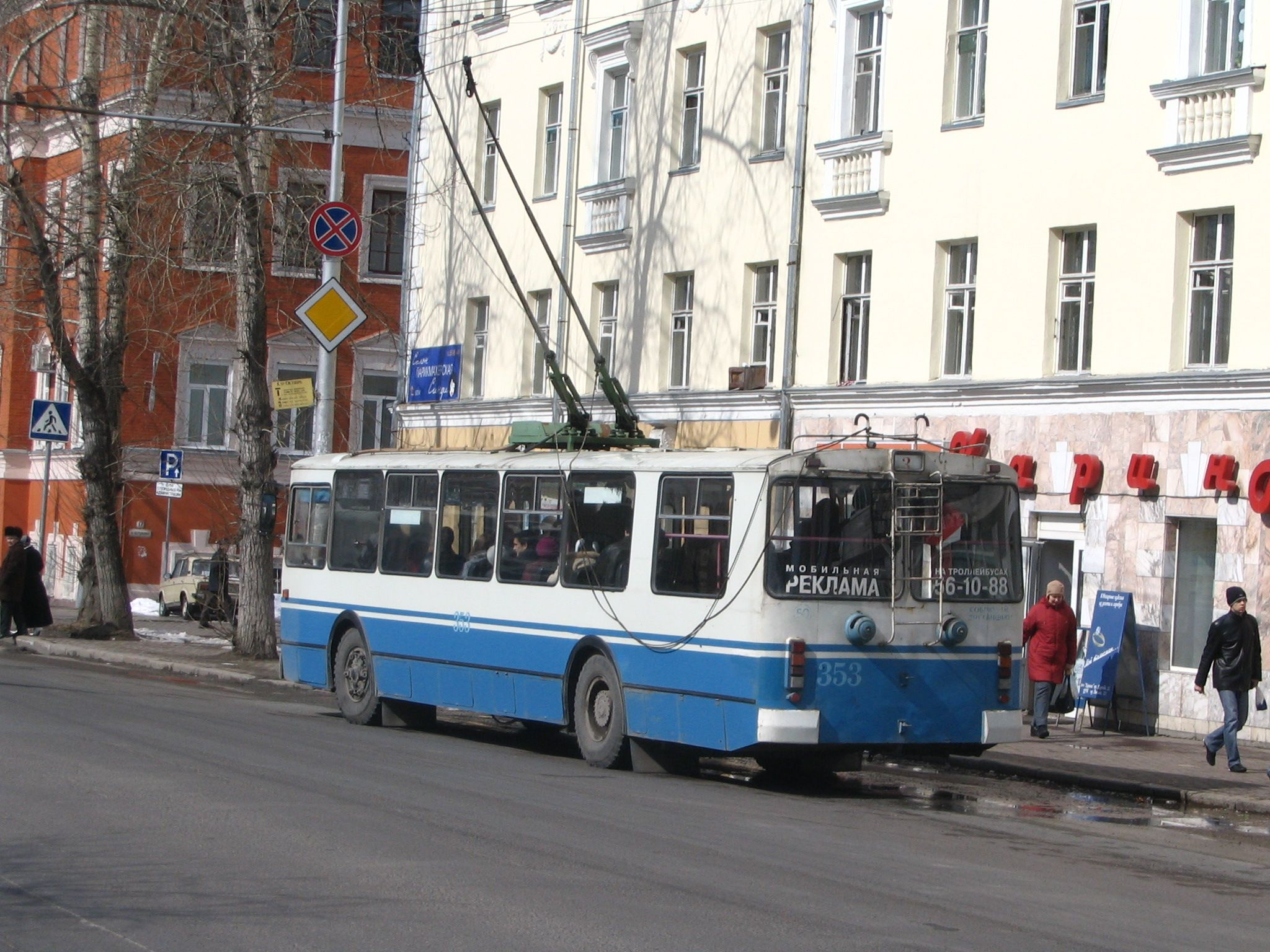
Trolebús de Tomsk.
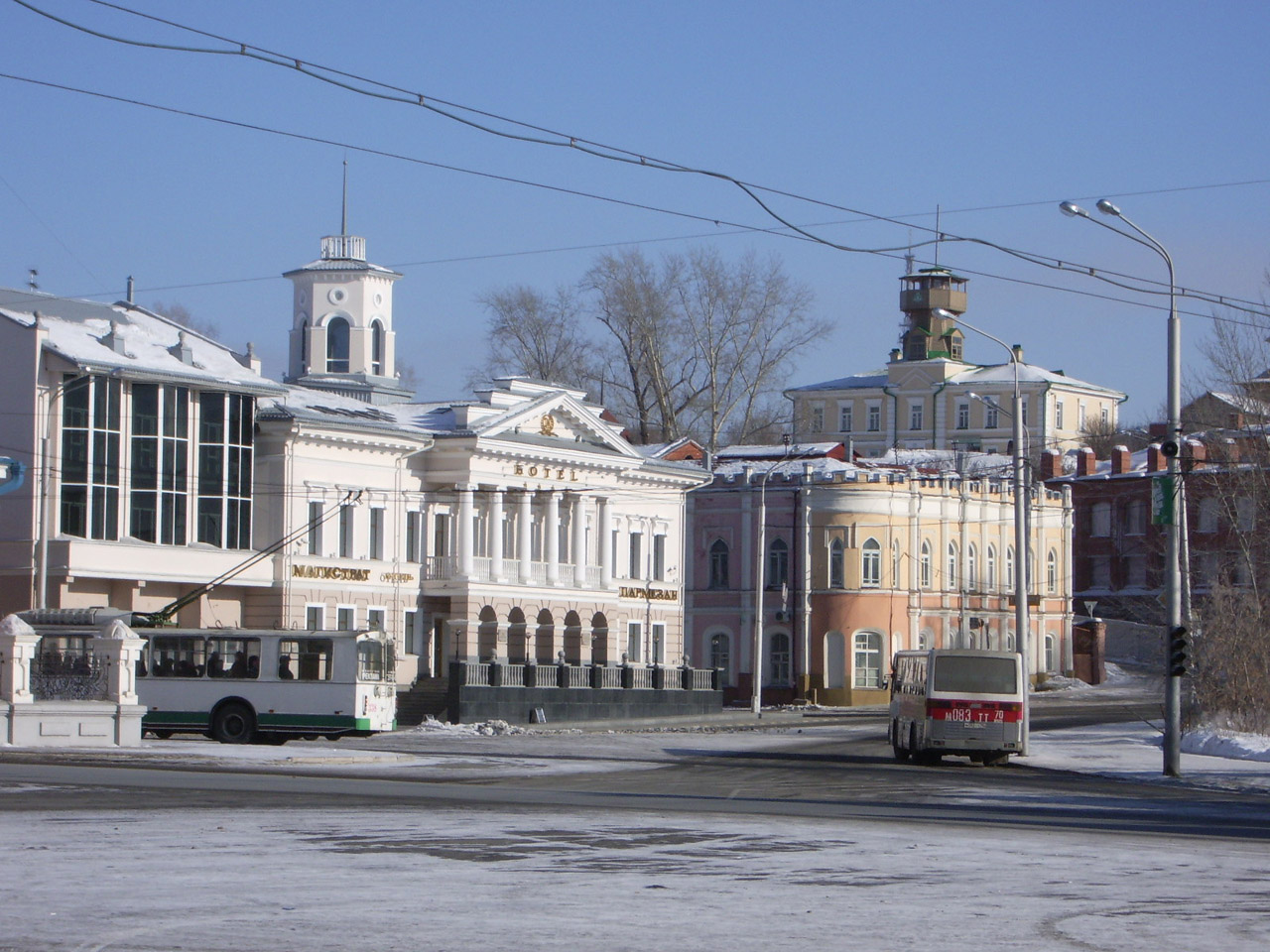
Trolebús (izquierda) y autobús (derecha) en la plaza Lenin de Tomsk.

## Ciudades hermanadas
- Monroe, Estados Unidos, desde 1995
- Tiflis, Georgia, desde 2002
- Ulsan, Corea del Sur, desde 2003
- Novorosíisk, Rusia, desde 2008
- Smolensk, Rusia, desde 2009